# ORP Żbik
L'ORP Żbik (en polonais chat sauvage) est un sous-marin mouilleur de mines polonais de classe Wilk qui participe à la Seconde Guerre mondiale.

## Histoire opérationnelle
Construit au Chantiers navals français de Caen en 1931, l'ORP Żbik entre en service le 20 février 1932. Pendant la campagne de Pologne il prend la mer et patrouille en Baltique. Le 8 septembre 1939 il mouille ses mines qui couleront ultérieurement deux bâtiments allemands (le dragueur de mines M 85 qui sombre le 1er octobre 1939 et le chalutier Mühlhausen qui partage le même sort le 23 janvier 1941). Attaqué plusieurs fois par des destroyers ennemis, le Żbik est endommagé. L'étanchéité du navire est altérée, il prend l'eau, le compartiment des batteries est inondé, ce qui provoque un dégagement de chlore. L’impossibilité de réparer les avaries en mer et de ravitailler le sous-marin en carburant dans les bases attaquées par l'ennemi rend vaine la poursuite des combats. En raison de l'avancée allemande en Pologne et de l'état technique du Żbik, son commandant, le komandor podporucznik Michał Żebrowski, se résigne à se faire interner. Le 25 septembre, le Żbik entre dans le port suédois de Sandhamn. Il passe le restant de la guerre à Vaxholm tout comme l'ORP Ryś et l'ORP Sęp également internés.
Le pavillon polonais est à nouveau hissé sur le Żbik le 21 octobre 1945. Quatre jours plus tard, il revient à Gdynia. Le 9 septembre 1955, il est retiré du service pour être mis à la ferraille en février 1956.

## Commandants
- 20 février 1932 - décembre 1932 - kapitan Eugeniusz Pławski
- décembre 1932 - juillet 1938 - kapitan Henryk Kłoczkowski
- juillet 1938 - 25 septembre 1939 - komandor podporucznik Michał Żebrowski[1]